# Santa Ana (Guatemala)
Santa Ana è un comune del Guatemala facente parte del dipartimento di Petén.